# Шеклтон, Эрнест
Сэр Э́рнест Ге́нри Ше́клтон (англ. Ernest Henry Shackleton, 15 февраля 1874, Килки-хаус, Килдэр, Ирландия — 5 января 1922, Грютвикен, Южная Георгия) — англо-ирландский исследователь Антарктики, деятель героического века антарктических исследований. Участник четырёх антарктических экспедиций, тремя из которых командовал.
Первый опыт полярных исследований получил в экспедиции «Дискавери», участник первого похода к Южному полюсу (достигнута широта 82° 11’), после которого был эвакуирован по состоянию здоровья. В 1907 году Шеклтон возглавил собственную экспедицию «Нимрода», в ходе которой достиг 88° 23' ю. ш., не дойдя до Южного полюса 97 географических миль (180 км). За свои достижения был возведён королём Эдуардом VII в рыцарское достоинство.
После достижения Южного полюса Амундсеном (14 декабря 1911 года) и Скоттом (17 января 1912 года), Шеклтон заявил, что пересечение всего Антарктического материка осталось «единственной крупной целью антарктических путешествий». В 1914 году он организовал Имперскую трансантарктическую экспедицию. Поход завершился катастрофой: не достигнув берегов Антарктики, экспедиционное судно «Эндьюранс» было зажато льдами в Море Уэдделла и затонуло. Шеклтон сумел спасти всю команду, при этом не погиб ни один человек, однако его героизм и профессиональные качества не были оценены в Британии на фоне Первой мировой войны. В 1921 году он возглавил экспедицию Шеклтона — Роуэтта, однако ещё до начала её работы в Антарктиде скончался от сердечного приступа в возрасте 47 лет и был похоронен на острове Южная Георгия.
Шеклтон был разносторонней личностью, пытался баллотироваться в британский Парламент, организовывал коммерческие предприятия, но ни в одном из них не добился успеха. После кончины он оказался на некоторое время забыт, но в середине XX века произошёл всплеск интереса к наследию Шеклтона, сначала в США, а затем и в Великобритании. В 2002 году во время проведения национального опроса «100 величайших британцев» Шеклтон занял 11-е место, тогда как Роберт Скотт — лишь 54-е.

## Семья. Детство и юность
Эрнест Генри Шеклтон родился в баронии Килкея-хаус, примерно в 48 км от Дублина, где его отец был землевладельцем. Эрнест был вторым из десяти детей и первым сыном в семье. Отец — Генри Шеклтон (1847—1920), англо-ирландского происхождения (потомок квакеров из Йоркшира), мать — Генриетта Летисия София Гэвэн (1845—1929), происходила из графства Керри, её семья — нормандского происхождения, они поселились в Ирландии с XIII века. У Шеклтонов с 1600 года были собственный герб и девиз «Стойкостью победим» (лат. Fortitudine vincimus, англ. By endurance we conquer). Одним из отдалённых предков Шеклтона был знаменитый мореплаватель Мартин Фробишер. Младший брат Э. Шеклтона — Фрэнк (1876—1941) — в 1907 году был арестован по обвинению в похищении Коронных знаков отличия ордена св. Патрика, но оправдан.
В 1880 году Генри Шеклтон решился изменить свою жизнь; покинув разорившееся поместье (в Ирландии тогда наблюдался общий упадок сельского хозяйства), он перевёз семью в Дублин, где стал изучать медицину в Тринити-колледже. В 1884 году Шеклтоны покинули Ирландию и переехали в пригород Лондона, где глава семейства надеялся найти богатую практику (всего Г. Шеклтон проработал врачом более 30 лет). Журналист и историк Роланд Хантфорд предположил, что свою роль в переезде могло сыграть и англо-ирландское происхождение Шеклтонов, поскольку в 1882 году ирландские националисты убили лорда Кавендиша, министра по делам Ирландии, что привело к обострению национальных противоречий.
Эрнест Шеклтон рано пристрастился к чтению, которое стимулировало интерес к приключениям. До 11-летнего возраста он получал домашнее воспитание и образование, а далее был отдан в приготовительную школу в Вест-Хилле, Далвич, к юго-востоку от Лондона. В 13 лет он поступил в Далвичский колледж, причём никогда не блистал успехами в учении. Он отличался спокойным нравом, но охотно вступал в драки, если однокашники пытались говорить что-то о его происхождении или высмеивали ирландский акцент. Позднее он вспоминал, что учиться ему было скучно, и утверждал, что из школьного курса географии он не вынес почти ничего, а изучение литературы сводилось к чтению и анализу отрывков из национальных поэтов и прозаиков. Тем не менее, Шеклтон выпустился пятым по успеваемости в классе из 31 человека.

## Торговый флот
Окончив школу, 16-летний Шеклтон не пожелал продолжать образование, родители позволили ему стать моряком, хотя отец надеялся, что старший сын унаследует его профессию врача. Тогда существовала вакансия кадета на учебном корабле «Британия», которую семья не могла позволить себе по финансовым соображениям, не удалось Шеклтону стать кадетом и в училище торгового флота. Пришлось идти матросом на парусник, осваивать профессию на практике. Отец смог обеспечить Шеклтону место в North Western Shipping Company, в которой Эрнест прослужил 4 года на паруснике Hoghton Tower, совершив на нём два дальних плавания в Перу и Чили и один кругосветный вояж, получив навыки общения с людьми всех социальных слоёв.
В августе 1894 года Шеклтон сдал экзамен на звание помощника капитана торгового флота и получил место третьего помощника на трамповом пароходе (то есть не имеющем порта приписки) Monmouthshire компании Welsh Shire Line. Через два года по результатам плавания в Сингапур он сдал экзамены на звание первого помощника и в 1898 году получил звание капитана торгового флота, дававшее ему право командования британским кораблём в любых широтах Мирового океана. В том же 1898 году Шеклтон поступил на службу в престижную компанию Union-Castle Line, осуществлявшую почтово-пассажирские перевозки между Саутгемптоном и Кейптауном. По мнению его сослуживцев, Шеклтон выделялся среди молодых офицеров начитанностью (ценил Китса и Браунинга) и кру́гом интересов, избегал компании и был замкнут. Ещё в 1895 году Шеклтон узнал об успешной высадке Карстена Борхгревинка на побережье Антарктиды и позднее признавался, что именно эти известия побудили его стать полярником.
После начала англо-бурской войны Шеклтона перевели на военный транспорт Tintagel Castle, где он познакомился с лейтенантом Седриком Лонгстаффом, чей отец — сэр Льюэллин Лонгстафф — был главным спонсором Национальной антарктической экспедиции. Шеклтон воспользовался этим знакомством для встречи с Лонгстаффом-старшим, поскольку захотел участвовать в экспедиции. Шеклтон своим энтузиазмом произвёл на Лонгстаффа впечатление, и тот представил его сэру Клементсу Маркему — главному организатору экспедиции. 17 февраля 1901 года Шеклтон был утверждён на место третьего помощника командира экспедиционного барка «Дискавери»; по Хантфорду, после назначения он был зачислен в резерв Королевского ВМФ в звании младшего лейтенанта. Шеклтон при этом считался служащим Union-Castle Line в отпуске, но на самом деле на службу в торговый флот он так и не вернулся. В июле 1901 года Шеклтон вступил в масонскую ложу Navy № 2612 Объединённой великой ложи Англии.

## Первая экспедиция
Идею национальной британской экспедиции в Антарктиду с 1898 года отстаивал Клементс Маркем, благодаря протекции которого главой похода стал лейтенант Королевских ВМФ Роберт Скотт, незадолго до начала работы экспедиции получивший звание коммандера. Экспедиция должна была решать широкий круг задач, включая естественнонаучные и географические. Тем не менее, из-за ряда разногласий, Адмиралтейство не взяло экспедицию под свой патронат и не позволило поднять военно-морской флаг, Скотту пришлось самому подбирать себе команду. Командир предпочитал опираться на военных моряков как привычных к дисциплине, на борту были установлены военные порядки. Шеклтону пришлось с этим смириться, хотя он предпочитал менее формальный стиль руководства. В его контракте были перечислены личные обязанности: «Ответственный за исследования морской воды, ответственный за питание в кают-компании, хранение съестных припасов в трюме; кроме того — ответственный за организацию развлечений».
«Дискавери» отплыл из Лондона 31 июля 1901 года, в Антарктиду он прибыл 8 января 1902 года, посетив по пути Кейптаун и Новую Зеландию. После прибытия на Ледяной барьер Росса Шеклтон 4 февраля участвовал в подъёме на воздушном шаре, захваченном с целью разведки. Эдвард Адриан Уилсон назвал это предприятие «полным безумием». Вместе с учёными Э. Уилсоном и Хартли Ферраром, Шеклтон совершил поход по льду пролива Мак-Мердо для изыскания безопасной дороги к шельфовому леднику.
Когда началась зимовка, для развлечения команды Шеклтон стал издавать юмористический журнал The South Polar Times. По свидетельству некоторых сослуживцев, Шеклтон стал самым популярным членом команды, будучи общительным человеком. Есть также мнение, что на зимовке оформилось скрытое противостояние между формальным и неформальным лидерами команды — Скоттом и Шеклтоном. Тем не менее, Скотт выбрал именно Шеклтона и Уилсона для попытки броска на крайний Юг и возможного достижения Южного полюса. Это достижение многое значило для Скотта и свидетельствует о степени его доверия к спутникам по походу.
По словам самого Скотта, поход к полюсу, начавшийся 2 ноября 1902 года, был «смесью успехов и неудач». На 59-й день похода измерения показали 82° 17' ю. ш., однако это было достигнуто ценой опасного изнурения людей, которым так и не удалось наладить контакта с ездовыми собаками. Лайки не могли тянуть перегруженных саней, не слушались погонщиков, а также постоянно болели из-за скверной пищи. Все 22 ездовые собаки пали во время марша, сами Скотт, Шеклтон и Уилсон страдали от снежной слепоты, обморожений, а к Рождеству появились симптомы цинги. Рождество отпраздновали оригинально: Шеклтон извлёк из носков куски пудинга с изюмом и застывший кусок искусственного мёда.
Пройдя треть расстояния до Южного полюса, путешественники повернули обратно. На пути домой здоровье Шеклтона пострадало сильнее всего, он страдал одышкой — симптом сердечного заболевания — и харкал кровью, в конце пути он оказался не в состоянии самостоятельно передвигаться. По сообщению Р. Скотта, они с Уилсоном положили его на нарты и потащили на себе. Позднее Шеклтон опровергал этот факт, об этом нет записей и в его дневнике.
4 февраля 1903 года измученные люди добрались до корабля, проведя в пути 93 дня и пройдя 1540 км. Скотт приказал провести медицинское обследование Шеклтона (оказавшееся, по словам биографа, «неубедительным») и решил отправить Шеклтона в Британию на вспомогательном судне «Морнинг», которое пришло ещё 23 января. Скотт объяснял это нежеланием рисковать здоровьем Шеклтона в экспедиции, которая оставалась на вторую зимовку. Тем не менее, Р. Хантфорд утверждал, что между Скоттом и Шеклтоном произошёл крупный конфликт, связанный с тем, что Скотт не мог смириться с популярностью ирландца в команде и хотел от него избавиться. По мнению Б. Риффенбурга, Скотт, обладая авторитарным характером, не смог наладить отношений с волевым и свободолюбивым Шеклтоном. Этим же исследователем выдвигалась версия, что Скотт ревновал Шеклтона к своему другу Уилсону, с которым у Шеклтона сложились неформальные отношения, нетерпимые в британской офицерской среде. Это мнение основывается на свидетельстве второго помощника Скотта — Альберта Эрмитеджа, который много лет спустя после кончины и Скотта, и Уилсона с Шеклтоном заявил, что они поссорились ещё во время похода на Юг, так что заявления Уилсона и его друга Скотта о нездоровье Шеклтона были сильно преувеличены. Проверить все эти версии совершенно невозможно.
Внешне Скотт и Шеклтон остались в хороших отношениях, по крайней мере, до публикации отчёта Скотта. Некоторые суждения Скотта о себе, напечатанные в «Путешествии на „Дискавери“», Шеклтон счёл личным оскорблением. На публике, однако, они демонстрировали полную сердечность. Тем не менее, по словам Р. Хантфорда, Шеклтон испытывал к Скотту скрытую неприязнь, а уязвлённое самолюбие его требовало вернуться в Антарктику и превзойти успех бывшего начальника.

## Жизнь Шеклтона в 1903—1907 годах
19 марта 1903 года Шеклтон вернулся в Новую Зеландию, а 9 мая отбыл в Англию через Сан-Франциско и Нью-Йорк. Будучи единственным на тот момент офицером флота, имевшим антарктический опыт, Шеклтон оказался востребованной фигурой: Британское Адмиралтейство консультировалось с ним по вопросам вызволения «Дискавери», второй год блокированного льдами в проливе Мак-Мердо. Шеклтон написал мемуары о первом сезоне экспедиции, которые были опубликованы с продолжением в журнале The Illustrated London News (при этом об Антарктике было так мало известно, что иллюстратор изобразил Шеклтона в окружении белых медведей).
Сэр Клементс Маркем, тогда относившийся к Шеклтону благожелательно, назначил его готовить спасательный рейс на барке «Терра Нова», но Шеклтон отказался возглавить вспомогательный отряд. В 1903 году Шеклтон консультировал также власти Аргентины, готовившие корвет «Уругвай» для эвакуации шведской антарктической экспедиции Отто Норденшёльда. В поисках постоянной работы Шеклтон попытался участвовать в конкурсе на соискание офицерской должности Королевского ВМФ (по списку дополнительных вакансий), но, несмотря на протекцию Маркема и президента Королевского общества У. Хаггинса, так её и не получил.
Осенью 1903 года Шеклтон попытался стать журналистом, сотрудничал с литературным журналом The Royal Magazine, но проработал в редакции всего несколько недель. Наконец, в начале 1904 года ему предложили должность секретаря и казначея Королевского Шотландского географического общества в Эдинбурге, к работе Шеклтон приступил 11 января того же года.
9 апреля 1904 года в Вестминстере Шеклтон женился на Эмили Мэри Дорман (1868—1936), с которой был знаком ещё с 1897 года. Первенец — Рэймонд — родился в феврале 1905 года, в декабре 1906 года родилась дочь Сесили. Стремясь достигнуть финансового благополучия, Шеклтон в 1905 году попытался участвовать в акционерной компании, занимавшейся эвакуацией русских военнопленных из Японии, но у него ничего не вышло и на этот раз. Семья в основном жила за счёт Эмили, которой отец в 1901 году оставил ренту в 700 фунтов в год. Эмили Шеклтон однажды сказала, что «орла не следует держать на скотном дворе». Шеклтон мало бывал дома, что объясняется также его связью с американкой Розалинд Четвинд (позднее она сделала артистическую карьеру), которая продлилась до конца жизни исследователя. Р. Четвинд скончалась в 1922 году, пережив Шеклтона на несколько месяцев.
В 1906 году Шеклтон попытался сделать политическую карьеру и участвовал в выборах от округа Данди в качестве кандидата Либеральной юнионистской партии. На выборах он проиграл, став только четвёртым из пяти кандидатов. Шеклтон набрал 3865 голосов, победитель — 9276. Однако Шеклтон сумел добиться известности, и его принял на работу в свою компанию известный шотландский промышленник Уильям Бирдмор. В его компании Шеклтон отвечал за связи с общественностью: он должен был вести работу среди потенциальных клиентов, а также организовывал развлечения деловых партнёров Бирдмора. Шеклтон не делал секрета и из своих антарктических замыслов: как раз в 1906 году в его бумагах появляются первые наброски плана экспедиции. Бирдмор, ознакомившись с ними, был так впечатлён, что немедленно обещал Шеклтону 7000 фунтов стерлингов (ф. ст.) и автомобиль, произведённый его компанией, для испытаний в Антарктиде.
Официально о своих намерениях Шеклтон объявил 12 февраля 1907 года на заседании Королевского географического общества (КГО), что было широко разрекламировано в печати. Шеклтон намеревался базироваться на острове Росса, используя хижину Скотта. Новшеством было разделение зимовочного отряда на две группы: Южную — предназначенную для достижения Южного географического полюса, и Северную, которая должна была достигнуть Южного магнитного полюса. Планы Шеклтона были весьма амбициозны: помимо покорения обоих Южных полюсов предполагалось исследовать Трансантарктические горы и Полярное плато, метеорологическая группа должна была исследовать механизмы формирования погоды в Южном полушарии и влияние антарктических ледников на климат Австралии и Новой Зеландии. Весьма обширной была программа зоологических исследований. Специалисты-геологи должны были дать ответ на вопрос, каким образом антарктический ледник повлиял на характер залегания горных пород на Земле Виктории и Земле Короля Эдуарда VII. Для современников не было секретом, что основной целью Шеклтона были первооткрывательские рекорды, а научная программа предназначалась в первую очередь для привлечения инвесторов и придания экспедиции респектабельности в обществе.
В связи с подготовкой новой экспедиции Роберта Скотта Шеклтон был вынужден полагаться только на частных инвесторов. Тогда же началась «антарктическая гонка» (кроме Скотта, экспедиции готовились исследователями Бельгии и Германии), и у Шеклтона было не более полугода, чтобы отправиться на Юг. Начальник экспедиции развернул бурную рекламную деятельность, открыв свой офис на площади Ватерлоо в Лондоне. Королевское географическое общество предоставило ему 500 ф. ст. и набор карт и научных приборов, однако отказалось помогать в найме офицеров и матросов, служивших на «Дискавери». Только в июле 1907 года Шеклтон получил обещанный ранее грант от своего шефа Бирдмора. 2000 фунтов предоставил граф Айви (Эдвард Гиннесс — глава знаменитой пивоваренной компании). За вклад в 2000 фунтов в экспедиции принял участие турист — 20-летний сэр Филип Броклхёрст. Существенную помощь оказал также родственник самого Шеклтона — Уильям Белл, а также правительства Австралии и Новой Зеландии. Требуемые 30 000 фунтов были собраны за две недели до отплытия, а реальная смета расходов составила 45 000 ф. ст., в результате чего Шеклтон отплыл в долгах, рассчитывая на будущие прибыли от рекламы, продажи книги об экспедиции и публичные лекции. После экспедиции долги Шеклтона в 20 000 фунтов погасило британское правительство.

## Экспедиция на «Нимроде»
Перед отплытием из Англии Шеклтон был вынужден дать письменное обязательство не занимать базу Скотта в проливе Мак-Мердо, взамен чего Скотт соглашался дать ему права высадиться либо на Земле Эдуарда VII, либо в другой крайней восточной точке, которую ему удастся достигнуть, следуя вдоль Великого ледяного барьера, но не пересекая 170 меридиана. Данное соглашение не было обнародовано, а публично Шеклтон заявил, что изменил планы, желая исследовать совершенно неизвестные места. Команда Шеклтона отбыла в Антарктиду из новозеландского порта Литтелтон 1 января 1908 года.
21 января 1908 года в восточной части Барьера Росса Шеклтон обнаружил обширную бухту, глубоко вдающуюся в ледник и имеющую пологие края. В заливе, свободном ото льда, были огромные стада китов, поэтому бухту исследователь назвал Китовой. Тем не менее, Шеклтон опасался строить зимовочную базу на потенциально нестабильном леднике и решил вернуться к старому плану — базированию на острове Росса. Подчинённые Шеклтона согласились с командиром, ибо ледовая обстановка и малое количество угля на судне делали поиск новой зимовочной стоянки слишком рискованным.
29 января 1908 года «Нимрод» вошёл в пролив Мак-Мердо, но льды не позволили дойти 26 км до старой базы Скотта на мысе Хат. В ходе поисков зимовочная хижина была сооружена на мысе Ройдс в 39 км от мыса Хат. До наступления полярной ночи команда совершила восхождение на вулкан Эребус. Зимовка проходила в благоприятной обстановке: Шеклтон умел находить общий язык с каждым членом команды и поддерживать приподнятое состояние духа. Вновь издавался юмористический журнал Aurora Australis, регулярно праздновались дни рождения членов команды.
Поход к Южному полюсу начался 19 октября 1908 года. Шеклтон, получив негативный опыт с использованием ездовых собак, в этот раз сделал ставку на низкорослых сибирских лошадей, которых англичане называли «пони». Из доставленных в Антарктиду 8 животных зиму пережили только 4, но бо́льшую часть пути Шеклтону и его спутникам — Фрэнку Уайлду, Эрику Маршаллу и Джеймсону Адамсу — пришлось идти пешком, не используя даже лыж, к которым Шеклтон, вслед за своим консультантом Клементом Маркемом, испытывал отвращение. Был найден удобный подъём на Полярное плато — ледник Бирдмора, который Шеклтон назвал в честь своего патрона. 9 января 1909 года экспедиционеры добрались до 88° 23’ю. ш., только 112 миль (180 км) отделяли их от Южного полюса. Поскольку провианта не хватало, а люди были чрезвычайно измучены, Шеклтон решил отступить. Его спутники очень высоко отозвались о решении командира, Адамс заявил, что если бы они решились дойти до полюса, то никогда бы не вернулись обратно. Обратный путь был очень тяжёл из-за недостатка пищи: команде приходилось напрягать все силы, чтобы добраться до очередного промежуточного склада.
Шеклтон считал крайней точкой безопасного возвращения 1 марта. Продвижение группы задержалось на сутки сильным бураном, а 27 февраля Маршалл слёг с тяжелейшими желудочными симптомами. До базы оставалось 38 миль (61 км). Шеклтон решил вместе с Уайлдом пробиваться к базе в надежде, что пришёл «Нимрод» и можно будет спасти Маршалла и Адамса. Поздней ночью 28 февраля они добрались до мыса Ройдс. 4 марта весь полюсный отряд благополучно собрался на борту «Нимрода». Супруга Шеклтона Эмили впоследствии вспоминала, что он сказал ей по поводу своего предприятия только одно: «Живой осёл лучше мёртвого льва».
Второй экспедиционный отряд из трёх человек (австралийцы Эджворт Дэвид, Дуглас Моусон и шотландец Алистер Маккей) 16 января 1909 года достиг тогдашней точки Южного магнитного полюса. На обратном пути были предприняты безуспешные поиски островов-призраков Дауэрти и Эмеральд.
Вернувшихся в Лондон 14 июня 1909 года полярников толпа встречала как триумфаторов. Среди встречавших Шеклтона на Черинг-Кросском вокзале лиц был и Роберт Скотт, он же председательствовал на приветственном банкете, данном клубом «Сэвидж». Скотт присутствовал и на публичной лекции Шеклтона в Королевском Альберт-Холле. Стратегия, тактика, часть людей и маршрут следования Шеклтона были использованы Скоттом в его собственной южнополярной экспедиции.
Книга Шеклтона «В сердце Антарктики» вышла в 1910 году и пользовалась популярностью, как и серия проведённых им лекций. Вышли также два тома научных результатов экспедиции. В 1910 году Шеклтон записал некоторые фрагменты своих лекций на фонограф.
В 2010 году под полом зимовья Шеклтона был найден ящик шотландского виски марки Mackinlay’s. Находка вызвала большой интерес в кругах специалистов, поскольку данная марка виски больше не производится. New Zealand Antarctic Heritage Trust, осуществляющий сохранение базы Шеклтона, строил планы восстановления производства этого виски для финансирования своих проектов.

## Жизнь Шеклтона в 1909—1913 годах

### 1909 год
12 июля 1909 года Шеклтон был возведён королём Эдуардом VII в ранг командора Ордена Виктории, а 9 ноября — в рыцарское достоинство. КГО наградило его золотой медалью. Секретарь Общества С. Келти уничижительно оговорился при этом, что «медаль была изготовлена не такого же большого размера, как для капитана Скотта». Полярной медалью были награждены все члены береговой команды. Шеклтон был также принят в дублинское братство Тринити Хаус, что было особой честью для моряка. Пресса, особенно ирландская, была полна энтузиазма, особенно подчёркивалось ирландское происхождение Шеклтона. Шеклтон был также принят в состав более 20 научных и географических обществ по всему миру.
Шеклтон был удостоен множества иностранных наград, в частности, шведского ордена Полярной звезды, норвежского ордена св. Олафа, датского ордена Данеброг, а также прусского Ордена Короны и других. Во Франции он был возведён в достоинство офицера Почётного легиона. В Соединённых Штатах Америки Шеклтон был награждён высшей наградой Национального Географического общества — Медалью Каллума. В июле 1909 года его восковая фигура была помещена в Музей мадам Тюссо.
В Санкт-Петербурге, куда Шеклтон прибыл по приглашению Русского географического общества, его встретил тёплый приём. Путешественника приветствовали П. П. Семёнов-Тян-Шанский, Ю. М. Шокальский, другие видные учёные России. Царь Николай II дал полярнику аудиенцию, длившуюся около двух часов, во время которой собственноручно приколол гостю орден святой Анны. Такой чести не был удостоен даже Нансен.
Профессиональные полярники также дали достижению Шеклтона высокую оценку: так, Руаль Амундсен писал секретарю Королевского географического общества Скотту Келти, что «английский народ в лице Шеклтона одержал победу, которую никто не сможет превзойти». Фритьоф Нансен в частном письме Эмили Шеклтон неумеренно восхвалял «уникальную экспедицию, увенчавшуюся полным успехом во всех отношениях».
Тем не менее, нашлись и непримиримые противники Шеклтона. Ещё когда стало известно, что Шеклтон собирается высадиться недалеко от старой базы экспедиции «Дискавери», Клементс Маркем впал в ярость и позже писал Скотту:

Я был чрезвычайно возмущён тем, что он ведёт себя столь двулично по отношению к Вам. Поведение его постыдно, и мне несказанно тяжело, что в состав экспедиции, в которой царила полная гармония, затесалась всё-таки паршивая овца…
Когда из Антарктики пришла новость, что Шеклтон смог достичь рекордной широты 88° 23', Маркем публично предложил наградить его Медалью патронов Общества. Однако когда Маркем узнал, что Шеклтон нарушил обещание не пользоваться базой Скотта, он написал несколько писем, адресуясь тогдашнему президенту КГО Леонарду Дарвину, в которых выражал своё недоверие к достижениям Шеклтона. Биографы Шеклтона указывают, что Маркему было горько видеть, как вся полярная слава достаётся не его протеже — Скотту. Маркем сохранил крайнюю неприязнь к Шеклтону до конца своих дней. Он исказил все достижения полярника в своих заметках об экспедиции «Дискавери», а также полностью проигнорировал его последующие успехи. Пренебрежительное отношение к Шеклтону заметно и в книге Маркема «Земли безмолвия» (англ. The Lands of Silence), опубликованной уже посмертно в 1921 году.

### 1910—1913 годы
Шеклтон попытался использовать популярность в первую очередь в коммерческом плане, поэтому не щадил себя, давая огромное число публичных лекций и выступлений. Заработанные деньги он вложил в табачную компанию, а также рекламировал серию новозеландских почтовых марок с изображением Земли Эдуарда VII. Он даже участвовал в разработке золоторудных месторождений в Венгрии близ Бая-Маре (ныне на территории Румынии). Ни одно из этих предприятий не увенчалось успехом, основным средством заработка для Шеклтона остались публичные выступления.
В сентябре 1910 года Шеклтон переехал с семьёй в Шерингем (Норфолк) и даже заявил жене, что больше никуда не собирается, и его место дома: 15 июля 1911 года родился его младший сын Эдвард. Однако ещё в феврале 1910 года он вёл переговоры с Дугласом Моусоном об организации новой экспедиции, которая бы занялась исследованием точных очертаний побережий Антарктиды, начиная от мыса Адэр; писал об этом Шеклтон и в КГО. По ряду причин её организует и проведёт единолично Моусон (Австралийская антарктическая экспедиция 1911—1913 годов).
18 июня 1912 года Шеклтон был привлечён к работе комиссии по расследованию гибели «Титаника» под руководством Р. Айзекса и Р. Финли. Шеклтон выступил в роли эксперта по навигации в полярных водах.
Дальнейшие исследовательские планы Шеклтона напрямую зависели от успеха или неуспеха Скотта, экспедиция которого отплыла из Кардиффа в июле 1910 года. Шеклтон после начала полярной гонки был всецело на стороне норвежца Руаля Амундсена. Его брат Леон Амундсен в марте 1912 года продал эксклюзивные права на публикацию материалов о Норвежской полярной экспедиции лондонской газете Daily Chronicle. Гонорар Руаля Амундсена составил 2000 фунтов — по наивысшей ставке. Помощь в заключении договора оказал именно Эрнест Шеклтон.
Когда 8 марта 1912 года в Лондон пришли первые телеграммы об успехе Амундсена, Шеклтон сразу заявил, что достижение Южного полюса — это ещё отнюдь не финальная точка в освоении Антарктики. По мнению Шеклтона, главной задачей отныне становится пересечение всего Антарктического материка. Впрочем, Вильгельм Фильхнер ещё в 1911 году начал реализацию планов трансантарктической экспедиции, рассчитывая пересечь материк в самом узком его месте — от залива Фазеля (на 78° ю. ш.) через Южный полюс, чтобы вернуться к о. Росса по трассе, разведанной Шеклтоном и Скоттом. 11 декабря 1911 года Фильхнер на судне «Дойчланд» отплыл от острова Южная Георгия, направляясь в море Уэдделла, но повернул уже в январе 1912 года: путь ему преградили сплошные поля паковых льдов. Тем не менее, планы Фильхнера, включая место для исходной базы и маршрут следования, оказали сильное воздействие на расчёты Шеклтона. После получения трагических известий о капитане Скотте Шеклтон стремился как можно быстрее начать новую экспедицию, для чего обратился за помощью к бывшему премьер-министру лорду Розбери, получив ответ, что на «полярные путешествия жаль потратить даже фартинга». Поддержку Шеклтону оказал шотландский исследователь Уильям Спирс Брюс, готовивший аналогичную экспедицию ещё с 1908 года. Он даже позволил Шеклтону воспользоваться его расчётами. Наконец, Британское правительство, срочно нуждавшееся в реабилитации страны в области полярных исследований, пообещало Шеклтону пожертвование в 10 000 фунтов стерлингов (ф. ст.). В тот же день, 29 декабря 1913 года, Шеклтон направил письмо в газету The Times, в котором извещал публику о своих намерениях.

## Имперская трансантарктическая экспедиция

### Приготовления
Шеклтон сразу же объявил свою экспедицию «Имперской», заявив:

«Не только мы, островитяне, но и обитатели всех земель, живущих под сенью „Юнион Джека“, — наши родственники, будем рады помочь в реализации программы исследований».
Чтобы максимально заинтересовать публику, Шеклтон в начале 1914 года опубликовал отдельной брошюрой детальный план похода. В общих чертах он выглядел следующим образом: экспедиция будет состоять из двух отрядов на двух судах. Отряд Шеклтона в составе 14 человек высадится на побережье Залива Фазеля. Далее Трансконтинентальная партия, включающая 6 человек с 69 собаками и двумя аэросанями, должна будет преодолеть 1800 миль (2900 км) через Южный полюс к Морю Росса. Оставшиеся люди должны будут исследовать Землю Грейама (на судне) и Землю Эндерби (по суше), а также содержать в порядке базу.
Второй отряд под командованием Энеаса Макинтоша (10 человек) должен будет десантироваться на острове Росса в проливе Мак-Мёрдо на противоположном конце континента. Его задачами будут закладка складов провианта и снаряжения вплоть до ледника Бирдмора и встреча Трансконтинентальной партии. Дополнительно им предстояло совершить «геологические и иные наблюдения». Шеклтон намеревался совершить переход в первый же сезон 1914—1915 годов, но почти сразу понял нереалистичность этого плана и решил зазимовать. Тем не менее, в инструкциях, данных Макинтошу, не было сделано поправок.
Для себя Шеклтон приобрёл норвежскую баркентину Polaris, построенную в 1912 году по заказу Адриена де Жерлаша и Ларса Кристенсена. Изначально предполагалось использовать её как туристическую яхту для охоты на Шпицбергене. Поскольку предприятие Жерлаша и Кристенсена обанкротилось, баркентину выставили на торги, и она досталась Шеклтону за 14 000 фунтов (приводилась также сумма в 11 600 фунтов). Шеклтон переименовал судно в Endurance («Стойкость») в честь семейного девиза.
Для второго отряда Шеклтон присмотрел деревянную китобойную яхту «Аврора», построенную в 1876 году и служившую на Ньюфаундленде. В 1910 году её купил бывший соратник Шеклтона — австралиец Дуглас Моусон для своей экспедиции. Освободившись, яхта стояла к началу 1914 года в порту Хобарта, где и была приобретена за 3200 ф. ст.
Шеклтон разместил во всех лондонских газетах объявление следующего содержания:

«Требуются люди для участия в рискованном путешествии. Маленькое жалованье, пронизывающий холод, долгие месяцы полной темноты, постоянная опасность, благополучное возвращение сомнительно. В случае успеха — честь и признание. Сэр Эрнест Шеклтон»

Общее число заявок на участие в экспедиции превысило 5000, в том числе и от женщин. В конечном итоге в команде было 56 человек, по 28 на каждый отряд, причём некоторые вошли в состав экспедиции в последний момент — в Буэнос-Айресе и Сиднее. По своему обыкновению, Шеклтон брал в команду проверенных людей, участвовавших в экспедиции Скотта на «Дискавери», экспедиции на «Нимроде» и Австралийской антарктической экспедиции. Вторым помощником на «Эндьюрансе» пошёл Томас Крин, награждённый Медалью Альберта за спасение капитана Эванса в экспедиции «Терра Нова». Командовать отрядом Моря Росса Шеклтон поручил Энеасу Макинтошу — ветерану экспедиции «Нимрода». Комплектование команды «Авроры» вообще было затруднено, ибо Британское Адмиралтейство отказалось предоставлять своих людей.
В июне 1914 года Университет Глазго присвоил Шеклтону почётную степень доктора права (honorary degree of LL.D.).
3 августа 1914 года, за пять дней до отправления, началась Первая мировая война. Шеклтон с борта «Эндьюранса» направил телеграмму Первому лорду Адмиралтейства Уинстону Черчиллю с просьбой разрешить команде покинуть британские воды, он ответил телеграммой в одно слово: «Продолжайте». Шеклтону, однако, пришлось покинуть своё судно, он взошёл на его борт только в Буэнос-Айресе 27 сентября.

### Гибель «Эндьюранса»
Экспедиция покинула Южную Георгию 5 декабря 1914 года, направляясь к Заливу Фазеля. 7 декабря пришлось повернуть на север, столкнувшись со сплошными ледовыми полями под 57° 26’ ю. ш. Манёвры не помогли: сплочённые ледовые поля уже 14 декабря преградили путь судну на 24 часа. Через три дня «Эндьюранс» вновь остановился. В описании путешествия Шеклтон признавался, что был готов к тяжёлым ледовым условиям, но столь мощных полей пака не ожидал. Тем не менее удалось подойти к побережью, 15 января 1915 года была обнаружена удобная для базы бухта с пологими краями ледника, ведущими внутрь материкового льда. Шеклтон заявил, что местность слишком далека от залива Фазеля. Потом он жалел об этом решении. К началу февраля «Эндьюранс» находился на 76° 34’ ю. ш., 31° 30’ з. д. Пришлось погасить топки парового котла для сбережения топлива. 14 февраля Шеклтону пришлось смириться с тем, что зиму они проведут «в негостеприимных объятьях пака».
21 февраля «Эндьюранс» оказался в самой южной точке своего пути — 76° 58' ю. ш., затем начал дрейфовать на север. 24 февраля Шеклтон объявил о начале зимовки, после чего собаки были спущены на лёд и размещены в специальных конурах, а жилые помещения судна стали утеплять. Был развёрнут беспроволочный телеграф, однако его мощности оказалось недостаточно для передач во внешний мир. Шеклтон полагал, что следующей весной сможет повторить попытку достигнуть залива Фазеля.
Скорость дрейфа была крайне малой: в конце марта Шеклтон высчитал, что с 19 января корабль прошёл всего 95 морских миль (193 км). Однако уже в апреле начались подвижки льда, и наблюдавший за ними Шеклтон с беспокойством писал, что если корабль попадёт в зону сжатия, то будет раздавлен «как яичная скорлупа». К началу полярной ночи (в мае) экспедиция была в точке 75° 23’ ю. ш., 42° 14’ з. д., продолжая дрейфовать на север. С 22 июля подвижки льда стали представлять угрозу. 1 августа с юго-запада налетел шторм с затяжными снегопадами, льды сомкнулись под килем корабля, но конструкция выдержала. В августе «Эндьюранс» дрейфовал в районе, в котором в 1823 году капитан Бенджамин Морелл якобы заметил остров, названный Новая Южная Гренландия. Шеклтон, не обнаружив никаких признаков суши, пришёл к выводу, что Морелла ввели в заблуждение айсберги.
30 сентября «Эндьюранс» перенёс тяжелейшие ледовые сжатия за всё время экспедиции, и его капитан Фрэнк Уорсли сравнил корпус корабля с «воланом, который перекидывают дюжину раз». 24 октября сильный напор льдов со штирборта привёл к разрушению деревянной конструкции и образованию пробоины. На лёд были выгружены припасы и три шлюпки. Трое суток команда боролась за жизнь корабля, откачивая из трюмов воду при −27 °C и пытаясь подвести пластырь. 27 октября Шеклтон распорядился начать эвакуацию на лёд. Судно находилось в точке 69° 05’ ю. ш., 51° 30’ з. д. Его обломки находились на плаву ещё несколько недель и окончательно скрылись под водой к 21 ноября.
После гибели корабля не могло быть и речи о пересечении континента: команде предстояло выживать. У Шеклтона было несколько вариантов маршрута, но особенно его привлекал остров Робертсона, откуда можно было добраться до Земли Грейама и китобойной базы в заливе Вильгельмины. После двух неудачных попыток организовать поход по льдам был основан «Лагерь Терпения» (англ. Patience Camp), в котором команда провела более трёх месяцев. Дрейф проходил неровно, 17 марта лагерь пронесло через широту острова Паулет, но 60-ю милями восточнее, а лёд был настолько изломан, что шансов дойти у команды не было. Теперь все надежды Шеклтона были обращены на остров Элефант, расположенный в 160 км к северу. Шеклтон думал и о достижении Южных Шетландских островов, иногда посещаемых китобоями, но все эти маршруты требовали опасного перехода в шлюпках по ледяному морю.
8 апреля 1916 года льдина, на которой расположился лагерь, раскололась надвое, и Шеклтон приказал садиться в спасательные шлюпки. Пятидневный морской переход по забитым льдами водам привёл команду к о. Элефант, от места крушения «Эндьюранса» команду отделяли 346 миль. Дрейф и переход по льдам длились 497 дней. Шеклтон проявил себя умелым руководителем, но мог быть и жестоким: ещё 2 апреля он приказал застрелить всех животных, чтобы обеспечить команду мясной пищей, при этом был убит кот плотника Макниша. Макниш взбунтовался и заявил, что вне корабля по Морскому уставу не обязан повиноваться начальнику, но его утихомирили. Во время морского перехода Шеклтон отдал свои рукавицы австралийскому фотографу и кинооператору Фрэнку Хёрли, который потерял свои во время шторма, в результате начальник отморозил себе пальцы на руках.
Точное место крушения удалось определить спустя 107 лет, 9 марта 2022 года. Остов корабля в «удивительно хорошем состоянии» был обнаружен на глубине 3 км.

### Плавание до Южной Георгии
Остров Элефант был бесплодным и необитаемым местом, расположенным вдалеке от судоходных трасс. Шеклтон не сомневался, что поисковым отрядам даже не придёт в голову туда заглянуть; это означало, что дело спасения с этого момента становится задачей самой команды. Перезимовать на острове было можно: хотя и лишённый растительности, он имел вдоволь пресной воды, а также тюленей и пингвинов как главного источника пищи и топлива. Однако состояние людей быстро ухудшалось, как в физическом, так и в психическом плане, а постоянные штормы сорвали одну из палаток во временном лагере и угрожали остальным. В этих условиях Шеклтон решил взять с собой небольшую команду на одной шлюпке и идти за помощью. Ближайшим обитаемым местом был Порт-Стэнли, до которого было 540 морских миль (1000 км), но преобладающие западные ветра делали его фактически недостижимым. Более доступным был остров Десепшен, расположенный к западу; хотя и необитаемый, он посещался китобоями, а Британское Адмиралтейство устроило там склад специально для потерпевших кораблекрушение. После долгих дискуссий между Шеклтоном, Уорсли и Фрэнком Уайлдом Шеклтон решил идти на китобойную базу на Южной Георгии, расположенной в 800 морских милях (1520 км). Её предстояло достичь на одиночной шлюпке в условиях приближающейся полярной зимы. В случае везения, если море будет свободным ото льда и выживет шлюпочная команда, Шеклтон рассчитывал добраться до помощи примерно за месяц.
С собой Шеклтон брал пятерых человек — Уорсли (капитана Эндьюранс), Крина (ветерана Антарктики, проверенного в экспедициях Скотта), Генри (Чиппи) Макниша, Тима Маккарти и Джона Винсента. Команда отплыла 24 апреля 1916 года при благоприятном юго-западном ветре. Начальником отряда на о. Элефант остался Ф. Уайлд, которому Шеклтон дал детальные инструкции. В случае, если Шеклтон не вернётся до весны, команде предстояло добираться до о. Десепшен и ждать помощи там.
Выйдя в море, «Джеймсу Кэйрду» (шлюпка была названа в честь одного из спонсоров экспедиции) пришлось уклониться от прямого курса, в связи с наличием ледяных полей. За первые сутки при 9-балльном шторме удалось пройти 45 морских миль (83 км). Из-за шторма команде приходилось бодрствовать, были трудности со сменой вахт, а полярная одежда не была приспособлена для морского плавания, и её невозможно было высушить. 29 апреля погода резко ухудшилась, упала температура, а волны грозили опрокинуть шлюпку. На 48 часов пришлось лечь в дрейф, при этом снасти и матерчатую «палубу» пришлось непрерывно очищать ото льда. К 4 мая они были уже в 250 морских милях от Южной Георгии. Команда непрерывно слабела. Первые признаки земли показались 8 мая, однако из-за урагана пришлось лечь в дрейф на сутки. Экспедиционерам угрожало кораблекрушение у острова Анненкова, однако состояние членов команды стало столь плачевным, что 10 мая Шеклтон решился на высадку, невзирая на все опасности. Высадиться удалось близ залива Короля Хокона. Начальник экспедиции позднее признавался, что это плавание было одним из самых страшных испытаний, которые ему довелось пережить.
Команда находилась в 280 км от китобойной базы (если плыть вдоль побережья), однако из-за плохого состояния шлюпки, преодолеть это расстояние было невозможно. Винсент и Макниш были на грани жизни и смерти, поэтому Шеклтон, Уорсли и Крин решили идти за спасением через горы — к китобойной базе Стромнесс. 18 мая три человека двинулись в горы — это было первое в истории пересечение внутренних районов Южной Георгии (Р. Хантфорд считал, что это могли сделать и до Шеклтона норвежские китобои, но свидетельств этому нет). Поход был очень тяжёлым ещё и потому, что у путешественников не было карт, и постоянно приходилось обходить ледники и горные обрывы. Без всякого снаряжения, без сна они за 36 часов достигли Стромнесса, причём выглядели, по словам Уорсли, «как трио страшных чучел». В тот же день, 19 мая, норвежцы отправили моторный катер, чтобы эвакуировать Маккарти, Макниша и Винсента. Китобои устроили путешественникам восторженный приём и помогали всеми возможными способами. 21 мая все участники плавания собрались на норвежской базе. Интересно, что следующее пересечение Южной Георгии было совершено только в октябре 1955 года британским путешественником Дунканом Кэрсом, который решил повторить маршрут Шеклтона. Впоследствии он писал, что понятия не имеет, как Шеклтону и его спутникам это удалось.

### Спасение
Уже через три дня после прибытия в Стромнесс Шеклтон на борту китобойца The Southern Sky предпринял попытку выручить оставшуюся на о. Элефант команду. В мае поле паковых льдов не позволило приблизиться к острову ближе чем на 110 км, а китобоец не был приспособлен для плавания во льдах. Шеклтон отступил и отбыл в Порт-Стэнли. На Фолклендах имелось ответвление подводного телеграфного кабеля. Шеклтон немедленно связался с Адмиралтейством в Лондоне и потребовал подыскать подходящее для спасательной операции судно, его уведомили, что ничего подходящего не будет в южных широтах до октября, когда, по расчётам начальника, было бы уже слишком поздно. Шеклтону удалось заручиться поддержкой английского посла в Уругвае и получить от правительства страны траулер, на котором 10 июня предпринял вторую попытку пробиться к о. Элефант, вновь безуспешную. Тогда Шеклтон, Крин и Уорсли отплыли в Пунта-Аренас, в Чили, где встретились с британским судовладельцем Макдональдом. 12 июля на шхуне Макдональда «Эмма» была предпринята третья попытка спасти команду: паковые льды и на сей раз не пустили судно к побережью. Шеклтон позднее назвал в честь Макдональда шельфовый ледник на побережье Моря Уэдделла. К тому времени — середине августа — Шеклтон уже более трёх месяцев не имел сведений о своей команде. Правительство Чили предоставило в распоряжение полярника паровой буксир «Ельчо» под командованием капитана Пардо, уже участвовавший в третьей попытке спасательной операции в качестве вспомогательного судна. 25 августа началась четвёртая попытка, которая благополучно завершилась к полудню 30 августа: все участники зимовки на о. Элефант перешли на борт «Ельчо». Вся команда прибыла в Пунта-Аренас 3 сентября 1916 года. Чилийское правительство наградило Шеклтона местным орденом «За Заслуги».
Намного сложнее оказалось положение людей команды моря Росса. Зимние штормы унесли шхуну «Аврора», которая 312 дней дрейфовала во льдах и с большим трудом вернулась в Новую Зеландию (разошлись швы обшивки, был сломан руль). Оставшиеся на острове Росса люди чуть было не повторили судьбу Скотта — заложив склады до Горы Надежды, на обратном пути они были остановлены снежной бурей на небольшом удалении от склада припасов. Тем не менее, участникам партии хватило мужества добраться до него и спастись, проведя в поле 198 дней (команда Скотта в 1912 году погибла на 144-й день в полном составе). Эта операция стоила жизни одному участнику команды — Э. Спенсеру-Смиту, который умер в пути от цинги и истощения. Начальник партии Э. Макинтош и её участник Виктор Хейворд, предположительно, провалились под лёд в мае 1916 года, уже на зимовочной базе.
Спасением своей команды в море Росса Шеклтон уже не руководил. В октябре 1916 года он отплыл в Вальпараисо, а оттуда через Панаму и Новый Орлеан добрался до Нью-Йорка. В нескольких письмах жене он сообщал, что «смертельно устал и сильно постарел». Из Нью-Йорка Шеклтон поехал в Сан-Франциско, а оттуда рейсовым пароходом — в Новую Зеландию. К тому времени правительства Великобритании, Австралии и Новой Зеландии согласились профинансировать спасательную операцию, но теперь «Аврора» всецело находилась в распоряжении объединённого спасательного комитета. Морской министр Новой Зеландии соглашался на участие Шеклтона в спасательной операции только как рядового участника. Вся команда «Авроры» была уволена, командиром спасателей назначили Джона Кинга Дэвиса, служившего в экспедиции Моусона и отказавшегося от предложений Шеклтона участвовать в Имперской экспедиции. Дэвис, тем не менее, взял Шеклтона сверхштатным офицером и вышел в море 20 декабря 1916 года, достигнув острова Росса 10 января 1917 года. Команда на мысе Эванса ожидала увидеть Шеклтона с другой стороны света, люди были разочарованы тщетностью усилий и смертей. 20 января «Аврора» ушла в Новую Зеландию, увозя на борту семерых выживших. 9 февраля все вернулись в Веллингтон.

## Последние годы жизни

### Шеклтон и Первая мировая война
После бесславного окончания Имперской трансантарктической экспедиции, совершив короткое лекционное турне по США, Шеклтон 29 мая 1917 года вернулся в Лондон. По возрасту — ему было 43 года — он не подлежал призыву, вдобавок, страдал сердечным заболеванием, но стремился в армию и неоднократно направлял ходатайства отправить его на Западный фронт. В октябре 1917 года он был назначен главой дипломатической миссии, которая должна была убедить правительства Аргентины и Чили вступить в войну на стороне Антанты. Попытка окончилась неудачей, в апреле 1918 года Шеклтон вернулся на родину. Тяжёлое душевное состояние привело его к алкоголизму. Несмотря на неудачу, Шеклтона направили на Шпицберген для исследования возможности британской аннексии архипелага: миссия проводилась под видом геологической экспедиции. По дороге в Арктику Шеклтон слёг в Тромсё, где у него произошёл серьёзный сердечный приступ. Поскольку миссия на Шпицберген не состоялась, Шеклтону дали временный чин майора и отправили в составе военной миссии в Мурманск. Служба на вторых ролях не удовлетворяла его, в одном из писем он жаловался, что «не может найти себя, если не находится среди бурь в диких землях». В феврале 1919 года Шеклтон вернулся в Лондон с проектом освоения природных ресурсов Северной России в кооперации с местным белым правительством. Провал иностранной интервенции привёл к крушению и этих планов. За участие в интервенции он был возведён в достоинство офицера Ордена Британской империи. Шеклтону пришлось выступать с публичными лекциями о своих путешествиях, чтобы заработать на жизнь и рассчитаться с огромными долгами по предыдущей экспедиции. Зимой 1919—1920 годов он в течение пяти месяцев по шесть дней в неделю выступал с лекциями, давая их дважды в день: в декабре 1919 года вышла его книга «Юг», описывающая ход Имперской экспедиции, но она не вызвала интереса современников. Несмотря на отчаянное финансовое положение, в 1920 году Шеклтон начал разрабатывать планы новой полярной экспедиции.

### Экспедиция на «Квесте». Кончина
В начале 1920 года Шеклтон решил перенести свою деятельность в Арктику, а именно в неисследованный район Моря Бофорта, к северу от Аляски и к западу от Канадского Арктического архипелага. Шеклтон разделял убеждение, что где-то в этом районе имеется неоткрытая суша, которая вызывает как научный, так и экономический интерес. Он также рассчитывал дойти до арктического полюса недоступности, расположенного в этом районе. В марте 1920 года план Шеклтона был одобрен Королевским географическим обществом и поддержан канадским правительством. Шеклтон рассчитал, что бюджет экспедиции составит 50 000 фунтов стерлингов (ф. ст.). В конце 1920 года Шеклтон возобновил дружбу со школьным приятелем — Джоном Куиллером Роуэттом, разбогатевшим на производстве спирта. Он выделил Шеклтону необходимую сумму, на которую в январе 1921 года исследователь смог купить 200-тонный норвежский китобоец Foca I, переименованный в «Квест», и начать приобретение снаряжения и наём экипажа, несмотря на то, что так и не расплатился с долгами по Имперской экспедиции.
В мае 1920 года в Канаде сменилось правительство, новый премьер-министр А. Мейен отказал в финансовой поддержке экспедиции. Роуэтт убедил Шеклтона не отменять похода, но изменить его цели — отныне планы были переориентированы на Антарктиду. Впервые об этом Шеклтон написал доктору Маклину, находившемуся в Канаде для закупки ездовых собак: теперь планировалась широкая программа разведки и картографирования побережий, океанографических исследований и разведки полезных ископаемых. К июню 1921 года Шеклтон представил план комплексной океанографической экспедиции в Южном океане, предусматривающий плавание вокруг всего Антарктического материка и картографирование около 2000 миль (3200 км) побережий, до тех пор не известных исследователям. Программа включала посещение и картографирование малоизвестных островов и проверку существования «островов-призраков», таких как Дауэрти, архипелаг Нимрод и Туанаки, разведку полезных ископаемых. Также Шеклтон собирался исследовать дно океана вокруг острова Гоф, дабы выяснить природу «подводных структур, связывающих Африку и Южную Америку». По мнению биографов Шеклтона, данный план был чрезмерно амбициозным для маленькой экспедиции продолжительностью в два года и являлся, скорее всего, импровизацией.
17 сентября 1921 года «Квест», стоящий в лондонском доке Сент-Кэтрин, посетил король Георг V, после чего судно пошло вниз по Темзе, собирая толпы провожающих на каждой набережной и мосту. Шеклтон первоначально собирался идти в Кейптаун, посетив по пути важнейшие острова Южной Атлантики. Из Кейптауна «Квест» должен был двинуться к Земле Эндерби на побережье Антарктиды и исследовать побережье Земли Коутса в Море Уэдделла. Выполнив программу, экспедиция должна была посетить Южную Георгию и вернуться в Кейптаун на зимовку для ремонта и доукомплектования на второй сезон работы. Планы сорвались: серьёзные изъяны в конструкции двигателя заставили зайти на неделю в Лиссабон, а затем сделать остановки на Мадейре и Островах Зелёного мыса. Шеклтон был вынужден отказаться от графика похода и повернул в Рио-де-Жанейро для капитального ремонта. В Рио «Квест» вошёл 22 ноября 1921 года
Стоянка продлилась четыре недели: помимо ремонта паровой машины, пришлось менять повреждённую стеньгу. Задержка означала, что первый сезон экспедиции сорван: не было времени идти в Кейптаун, где находились запасы и оборудование, необходимое для плавания во льдах. Шеклтон решился на нестандартный шаг и дал приказ идти прямо на Южную Георгию. Доктор Маклин в своём дневнике обратил внимание на то, что начальник явно не знал, что же ему делать дальше.
17 декабря, за день до выхода из Рио, Шеклтон, видимо, перенёс сердечный приступ, но не позволил Маклину осмотреть себя и на следующий день заявил, что чувствует себя превосходно. После выхода в море члены команды заметили, что поведение начальника резко изменилось, он каждое утро начинал с бутылки шампанского, чего никогда не делал раньше. Сильный шторм, бушевавший до Нового года, не позволил отпраздновать Рождество и усилил подавленность Шеклтона. 4 января 1922 года «Квест» пришёл в Грютвикен. Шеклтон посетил начальство китобойной базы и заявил Уайлду, что назавтра команда будет праздновать отложенное Рождество. Однако ранним утром 5 января 1922 года с Шеклтоном случился очередной приступ, и он скончался в возрасте 47 лет. В заключении о смерти Маклин поставил диагноз «закупорка коронарных артерий на фоне сердечной недостаточности», в современной терминологии — коронарный тромбоз. Уайлд выступил перед командой и заявил, что экспедиция будет продолжена. Метеоролог Л. Хасси 19 января отправился вместе с телом Шеклтона в Монтевидео, где получил телеграмму леди Шеклтон с просьбой захоронить сэра Эрнеста в Грютвикене. Панихида по Шеклтону была отслужена со всеми положенными воинскими почестями в церкви Св. Троицы в Монтевидео, перед тем как его тело было возвращено в Грютвикен. 2 марта 1922 года был отслужен молебен и в Лондоне, в Соборе св. Павла, на котором присутствовали король и члены королевской семьи. Только 5 марта останки исследователя после лютеранской службы упокоились на Норвежском кладбище. Кроме Хасси, никого из подчинённых Шеклтона не было на похоронах: «Квест» ещё находился в пути. На могиле поставили простой деревянный крест, а ныне существующий гранитный памятник был установлен в 1928 году.
27 ноября 2011 года прах бессменного помощника Шеклтона — Фрэнка Уайлда — был перенесён на кладбище Грютвикена. Его могила расположена справа от места последнего упокоения Шеклтона, на памятнике была сделана следующая надпись: «Фрэнк Уайлд 1873—1939, правая рука Шеклтона».

## Память
Ещё в 1921 году Эпсли Черри-Гаррард, сопровождавший Роберта Скотта, в предисловии к своим мемуарам «Самое ужасное путешествие» писал об организации идеальной антарктической экспедиции:

В области науки и географических исследований мне нужен Скотт, для путешествия полярной зимой — Уилсон, для молниеносного рывка к Полюсу — Амундсен; но если я окажусь в пасти у дьявола и захочу из неё выбраться, я без колебаний призову Шеклтона.

Оригинальный текст (англ.)For a joint scientific and geographical piece of organisation, give me Scott; for a Winter Journey, Wilson; for a dash to the Pole and nothing else, Amundsen: and if I am in the devil of a hole and want to get out of it, give me Shackleton every time.

В русском Интернете широко распространился искажённый вариант этой фразы: «Хочешь быстро и чётко достигнуть цели — зови Амундсена; нужно провести научные исследования — ищи Скотта; но когда не знаешь, что делать, и ничто уже не помогает, вались на колени и моли о Шеклтоне».
Смерть Шеклтона «обозначила границу между „героической“ и „механической“ эпохами освоения Антарктики». В «героическую эпоху» географические и научные исследования почти совершенно неизвестного континента велись без использования техники и в отсутствие надёжной связи. В течение 7 лет после окончания последней экспедиции Шеклтона не проводилось ни одного нового похода в антарктический регион.
В 1923 году была опубликована первая биография Шеклтона, написанная сэром Хью Робертом Миллом — шотландским географом, бывшим библиотекарем Королевского Географического общества. Книга в первую очередь предназначалась для финансовой поддержки семьи исследователя: Шеклтон умер, оставив долгов на 40 000 фунтов (около 1,6 миллиона на современные деньги). Был также основан Мемориальный фонд Шеклтона, предназначенный для оплаты образования его детей, а также помощи матери исследователя и его вдове.
В 1920-е годы основные почести оказывались памяти капитана Роберта Скотта, Шеклтон отступил на второй план. К 1925 году Скотту и членам его команды в одной Великобритании было посвящено более 30 мемориалов, включая статуи и бюсты. Единственный памятник Шеклтону был установлен в Кенсингтоне на фасаде штаб-квартиры Королевского географического общества, спроектированной Эдвином Лаченсом в 1932 году.
После биографии Милла новая книга, посвящённая Шеклтону, была выпущена только в 1943 году издательством Оксфордского университета, это была 40-страничная брошюра в серии «Великие путешественники». Историк С. Барщевски характеризовала её как «единичный пример литературной популяризации Шеклтона в море аналогичных книг, посвящённых Скотту».
В 1957 году была опубликована обстоятельная биография Шеклтона, написанная Мэрджори и Джеймсом Фишерами, которую высоко оценили критики и читающая публика. В 1959 году Альфред Лэнсинг опубликовал книгу «„Эндьюранс“: Невероятное путешествие Шеклтона». Это была первая из книг об исследователе, которая носила апологетический характер. С 1960-х годов начинает меняться отношение к Скотту, которое нашло полное выражение в двойной биографии Роланда Хантфорда «Скотт и Амундсен» (1979). В 1985 году книга была переиздана под названием «Последнее место на Земле» (русский перевод 2012 года), Барщевски характеризовала её как «разрушительную атаку». Хантфорд написал и обширную биографию Шеклтона, вышедшую в 1985 году. В ряде последующих публикаций негативное отношение к Скотту стало рассматриваться как своего рода истина. В кратчайший срок Шеклтон обогнал по популярности Скотта: в опросе «100 величайших британцев», проводимом «Би-би-си» в 2002 году, Шеклтон занял 11-е место, а Скотт лишь 54-е.
В 2001 году вышла книга М. Моррелл и С. Каппарелл «Путь Шеклтона», в которой его деятельность и методы руководства были представлены как модель корпоративного лидерства. Эта модель предлагалась как руководство для современных деловых людей. Спецкурс по деятельности Шеклтона читается в Центре изучения лидерства университета Эксетера, такие же курсы преподаются в нескольких американских университетах; «Школа Шеклтона» создана в Бостоне. Опыт Шеклтона изучается в ВМФ США, а также включён в учебник для конгрессменов П. Стейнке, в котором Шеклтон назван «архетипическим лидером».
21 ноября 1998 года Научно-исследовательский полярный институт им. Р. Скотта Кембриджского университета открыл Мемориальную библиотеку Шеклтона, в которой выставлены оригиналы его экспедиционных журналов и другие документы. В Ирландии, на родине исследователя, с 2001 года в графстве Килдэр при Athy Heritage Centre-Museum ежегодно проводится Осенняя школа-семинар Шеклтона, для поддержки его памяти и опыта героической эпохи полярных исследований.
Антарктический материк был пересечён только в 1958 году экспедицией Британского содружества по маршруту Шеклтона от залива Фазеля до острова Росса за 98 дней, с использованием гусеничных транспортёров и ледовой разведки с воздуха. Исходная точка экспедиции — зимовочная база на побережье Залива Фазеля, основанная 30 января 1956 года, получила название «Шеклтон» (англ. Shackleton Base) — в честь сэра Эрнеста.
Немецкий путешественник Арвед Фукс в 2000 году повторил плавание Шеклтона от о. Элефант до Южной Георгии на копии шлюпки «Джеймс Кэйрд», однако используя современные средства связи и навигации, а также пересёк остров по маршруту Шеклтона, Уорсли и Крина. В 2008—2009-х годах Генри Уорсли — потомок Фрэнка Уорсли — в честь столетия достижения Шеклтона повторил его исторический поход к Южному полюсу, повернув, не дойдя до полюса 180 км.

### Объекты, названные в честь Шеклтона
В честь Эрнеста Шеклтона названы Ледник Шеклтона в Трансантарктических горах (в устье Ледника Нимрода), поименованный Робертом Скоттом, Гора Шеклтона в системе Антарктического полуострова, названная в его честь Жаном-Батистом Шарко, а также двойной пик в Британской Колумбии и гора в Западной Австралии. В его честь назван также Шельфовый ледник Шеклтона на побережье Земли Королевы Мэри и Земли Уилкса, расположенный между 95° и 105° восточной долготы, и Берег Шеклтона. Исследования советских гляциологов в 1956—1958 годах показали, что это, в сущности, продолжение Ледника Скотта. Существует Ледник Шеклтона в системе Гор Королевы Мод в 50 км от ледника Бирдмора; Хребет Шеклтона в Антарктиде, открытый в ходе Экспедиции Британского содружества в 1958 году.
Международный астрономический союз назвал в честь исследователя ударный кратер близ Южного полюса Луны.
В честь Шеклтона был назван Avro Shackleton — четырёхмоторный поршневой патрульный противолодочный самолёт Королевских ВВС Великобритании, разработанный компанией Avro на базе бомбардировщика Второй мировой войны «Авро Линкольн» в 1949 году.
В честь Шеклтона в 1999 году было названо британское антарктическое научное судно RRS Ernest Shackleton, построенное в Норвегии в 1995 году. Порт базирования — Порт-Стэнли, используется для обслуживания антарктических станций и проведения исследовательских программ.

### Шеклтон в литературе и искусстве
Плавание Шеклтона к Южной Георгии и пересечение острова вдохновили, по его собственным словам, Томаса Элиота на создание следующих строк в пятой части его поэмы «Бесплодные земли» (использован перевод и комментарий С. В. Соловьёва):

Кто этот третий, что всегда идет рядом с тобой?

Когда я пытаюсь считать, нас только двое,

Но когда я гляжу вперед на кремнистый путь,

Краем глаза я вижу: есть третий рядом с тобой

В коричневом плаще с опущенным капюшоном.
Оригинальный текст (англ.)
Who is the third who walks always beside you?

When I count, there are only you and I together

But when I look ahead up the white road

There is always another one walking beside you

Gliding wrapt in a brown mantle, hooded.

Ещё в 1913 году английский писатель Холл Кейн опубликовал роман «Женщина, что Ты дал мне» (англ. The Woman Thou Gavest Me), главный герой которого — Мартин Конрад — организует собственную экспедицию к Южному полюсу. Сюжет романа был вдохновлён экспедицией Шеклтона на «Нимроде».
В 1922 году английский писатель У. Максвелл опубликовал роман «Дева этого прихода» (англ. Spinster of this Parish), но категорически отрицал всякую связь его протагониста — Энтони Дейка — с Шеклтоном. Тем не менее, история пересечения главным героем романа Антарктиды в этом плане очень показательна. Из-за смерти Шеклтона роман имел большой успех, и только в 1922 году переиздавался пять раз, и успешно продавался в 1923 году. Роман переиздаётся и в 2000-е годы.
Немецкий писатель Мирко Бонне в 2006 году опубликовал приключенческий роман «Ледяные небеса», в котором повествуется о Трансантарктической экспедиции Шеклтона. Строки из поэмы Элиота использованы в качестве эпиграфа. Рассказ ведётся от лица не существовавшего в реальности 17-летнего юнги Мерса Блекборо, восторженного поклонника капитана, мечтающего увидеть небо Антарктиды. Он тайком проникает на корабль Шеклтона «Эндьюранс», а капитан разрешает ему остаться и делает своим личным помощником.
В 2009 году вышел музыкальный альбом «Shackleton’s Voyage» проекта Eureka под руководством немецкого мультиинструменталиста Фрэнка Боссерта. В основу музыкальных композиций положена история Имперской Трансантарктической экспедиции, которую рассказывает актёр Ян Дикинсон.
Образ Шеклтона в кинематографе был воплощён Дэвидом Скофилдом (1980 год, телефильм производства «Би-би-си») и Джеймсом Обри в документальном мини-сериале по мотивам книги Р. Хантфорда «Последнее место на Земле» (1985). В 2002 году Channel 4 выпустил мини-сериал «Шеклтон», посвящённый событиям экспедиции 1914 года. В главной роли — Кеннет Брана. Фильм получил две премии «Эмми».
В СССР впервые о Шеклтоне было написано в детской книге Э. Пименовой «Герои южного полюса. Лейтенант Шеклтон и капитан Скотт» (1919), третье её издание вышло в 1928 году. Книга Шеклтона «В сердце Антарктики» (об экспедиции 1907—1909 годов) впервые была переведена на русский язык в 1935 году и единожды переиздана в 1957 году.